# Country rock
Country rock er en hybrid af genrene country og rock. Genren har sit udspring på den amerikanske vestkyst i slutningen af 1960'erne, hvor bands som Poco, The Byrds, The Flying Burrito Brothers og International Submarine Band begyndte at inkludere klassiske country elementer i deres musik. En af de første og mest indflydelsesrige country rock-plader er The Byrds' 'Sweetheart of the Rodeo' fra 1968. 
1960'ernes country rock har haft stor indflydelse på senere artister herunder The Band, Grateful Dead, Creedence Clearwater Revival, The Rolling Stones og George Harrisons solomateriale.